# UFC 222
UFC 222: Cyborg vs. Kunitskaya var en MMA-gala som arrangerades av Ultimate Fighting Championship och ägde rum 3 mars 2018 i Las Vegas i USA. 

## Resultat
1. ↑  Titelmatch i fjädervikt.
2. ↑  Lombard diskvalificerades efter att han träffat Dollaway med två slag efter slutsignalen i den första ronden.[2]